# 동서천 분기점
동서천 분기점(東舒川分岐點, E.Seocheon Junction, 동서천JC)은 충청남도 서천군 화양면 추동리와 창외리에 걸쳐 설치된 서해안고속도로와 서천공주고속도로가 만나는 분기점이다.

## 연혁
- 2009년 5월 28일 : 서천공주고속도로 개통과 함께 영업 개시[1]

## 구조물 정보
- 위치: 충청남도 서천군 화양면 추동리, 창외리

## 접속하는 노선

### 목포・서울방면
- 서해안고속도로 (15번)

### 서천・공주방면
- 서천공주고속도로 (2번)